# 도지문서
도지문서(일본어: 東寺文書 도지몬죠[*])는 교토시의 도지(교왕호국사)에서 고대로부터 근세까지 전해져 오던 문서들의 총칭이다.
광의의 도지문서는 사가(寺家)문서와 자원(子院)문서를 포함하며, 도지 절 밖에서 보관되던 것을 포함하면 총수가 약 10만 통에 이른다. 사가문서는 그 전래나 보관처에 따라 협의의 도지문서(東寺文書), 도지백합문서(東寺百合文書), 교왕호국사문서(教王護国寺文書), 영보장 중세문서(霊宝蔵中世文書), 영보장 근세문서(霊宝蔵近世文書) 등으로 분류된다.  자원문서로는 관지원문서(観智院文書)와 보보제원문서(宝菩提院文書)가 있다. 이것들은 모두 고대로부터 근세에 이르기까지 사찰의 종교적 활동에 관한 문서, 혹은 경영을 위해 필요한 소령경영(所領経営)이나 경제행위에 관한 문서들이 대부분을 점한다.
도지문서는 불교사 뿐 아니라 정치사・사회사・경제사 연구에 많은 정보를 제공하는 중요한 사료들이다. 특히 일본 중세 사회사・경제사에 대해서는, 도지문서를 인용하지 않은 논문을 찾기가 더 어려울 정도다. 도지는 장보 2년(서기 1000년) 화재로 일부 문서가 소실되었으나, 문서를 보관한 보장(宝蔵)은 그 뒤로 큰 화재를 겪지 않았으며, 폐불훼석의 영향도 비교적 소규모였다. 그래서 헤이안시대에 창건되었을 때부터 에도시대까지의 문서가 풍부하게 남아 있다. 도지의 말사인 코후쿠지 관련 문서 가운데는 나라시대 것도 있다.
도지백합문서는 유네스코 세계기록유산으로 등재되어 있다.